# ジャン＝ユーグ・タラヴァル
ジャン＝ユーグ・タラヴァル（Jean-Hugues Taraval、1729年2月27日 – 1785年10月19日）はフランスの画家である。

## 略歴
パリで生まれた。父親はパリ生まれの装飾画家のギョーム・タラヴァルで、ジャン＝ユーグ・タラヴァルが3歳になった1732年に父親がストックホルム宮殿の再建の仕事をするために、家族とスウェーデンのストックホルムに移った。スウェーデンで父親に絵を学び、父親が亡くなった1750年にパリに戻り、パリでジャン＝バティスト＝マリー・ピエールやシャルル＝アンドレ・ヴァン・ローに学んだ。
1756年に『妻に嘲笑れるヨブ』を描いて、ローマ賞を受賞し、ローマに留学しローマでは、在ローマ・フランス・アカデミーでシャルル＝ジョゼフ・ナトワールに学んだ。
1765年に王立絵画彫刻アカデミーに推薦され、1769年に『バッカスの勝利』を描いて会員となった。
装飾画家としてムードンのベレヴュー城やパリの軍学校、コレージュ・ド・フランス、マルリー宮殿、フォンテーヌブロー宮殿などの装飾画を描いた。

## 作品

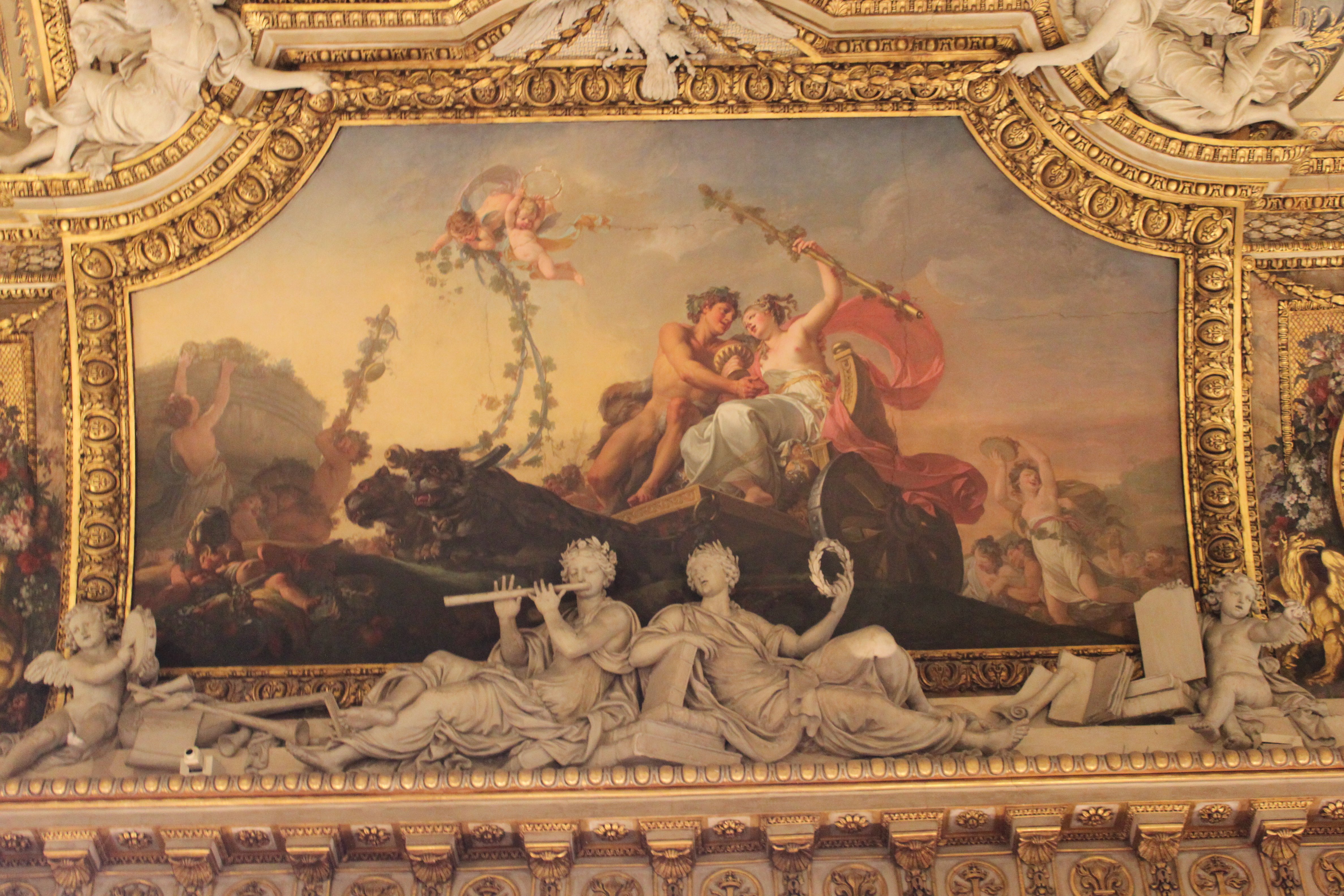
『バッカスとアリアドネの勝利』(1769)
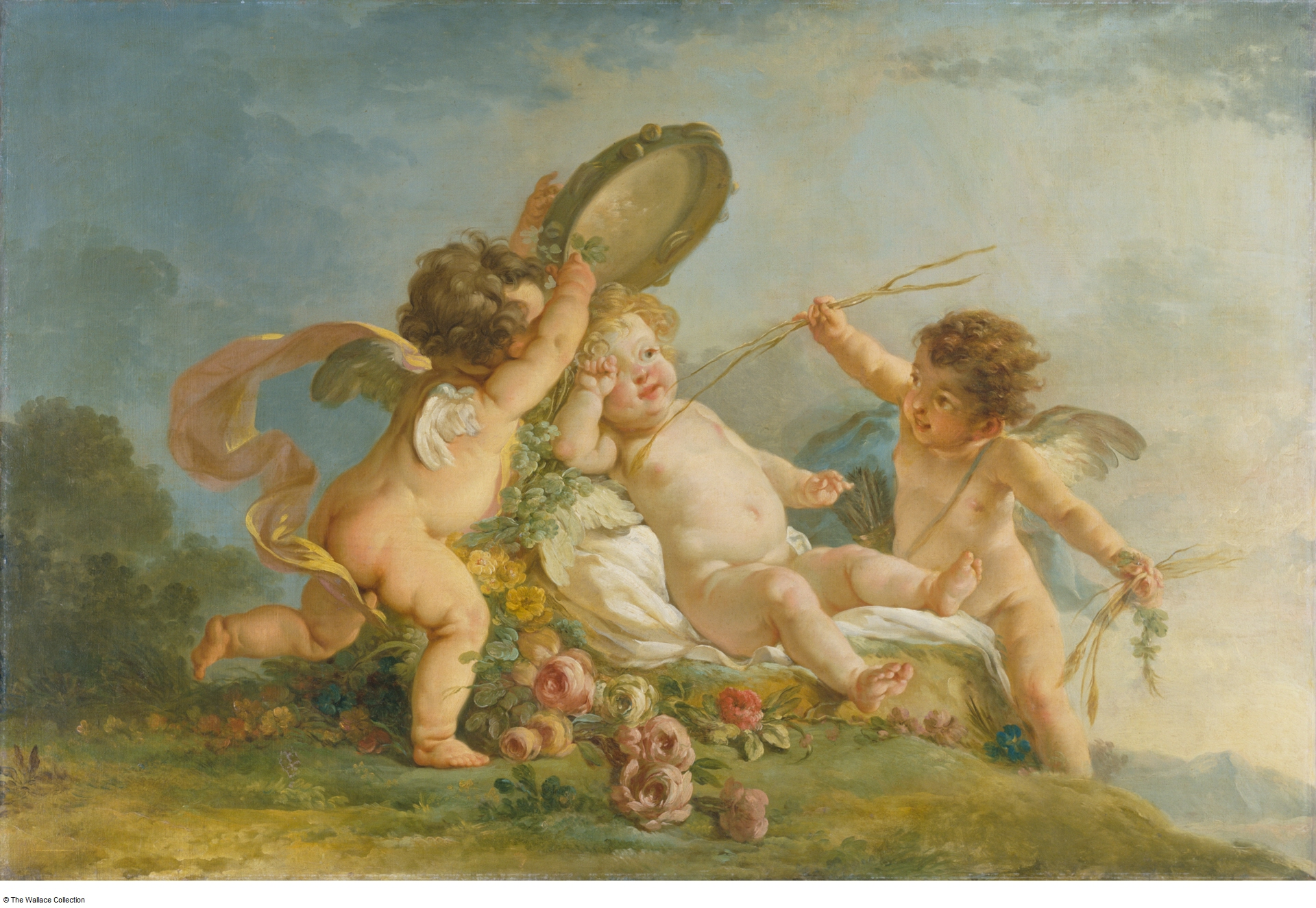
『目覚め』(1781)
『ヴィーナスとアドーニス』(1789)

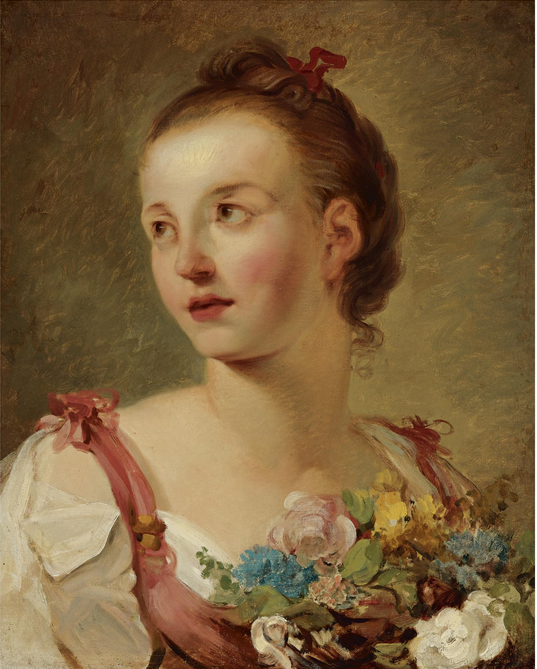
『花を持つ女性』
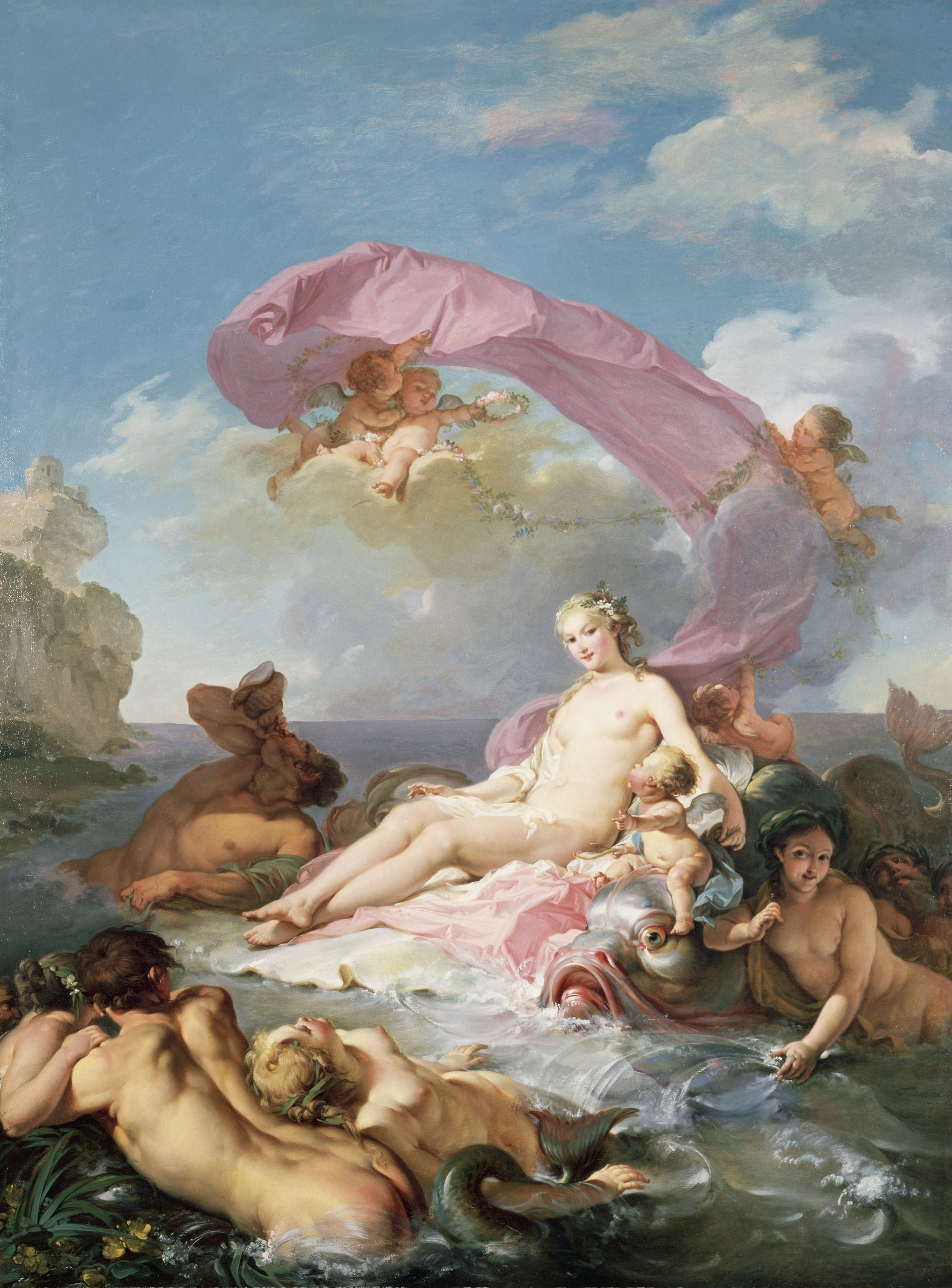
『アムピトリーテー』
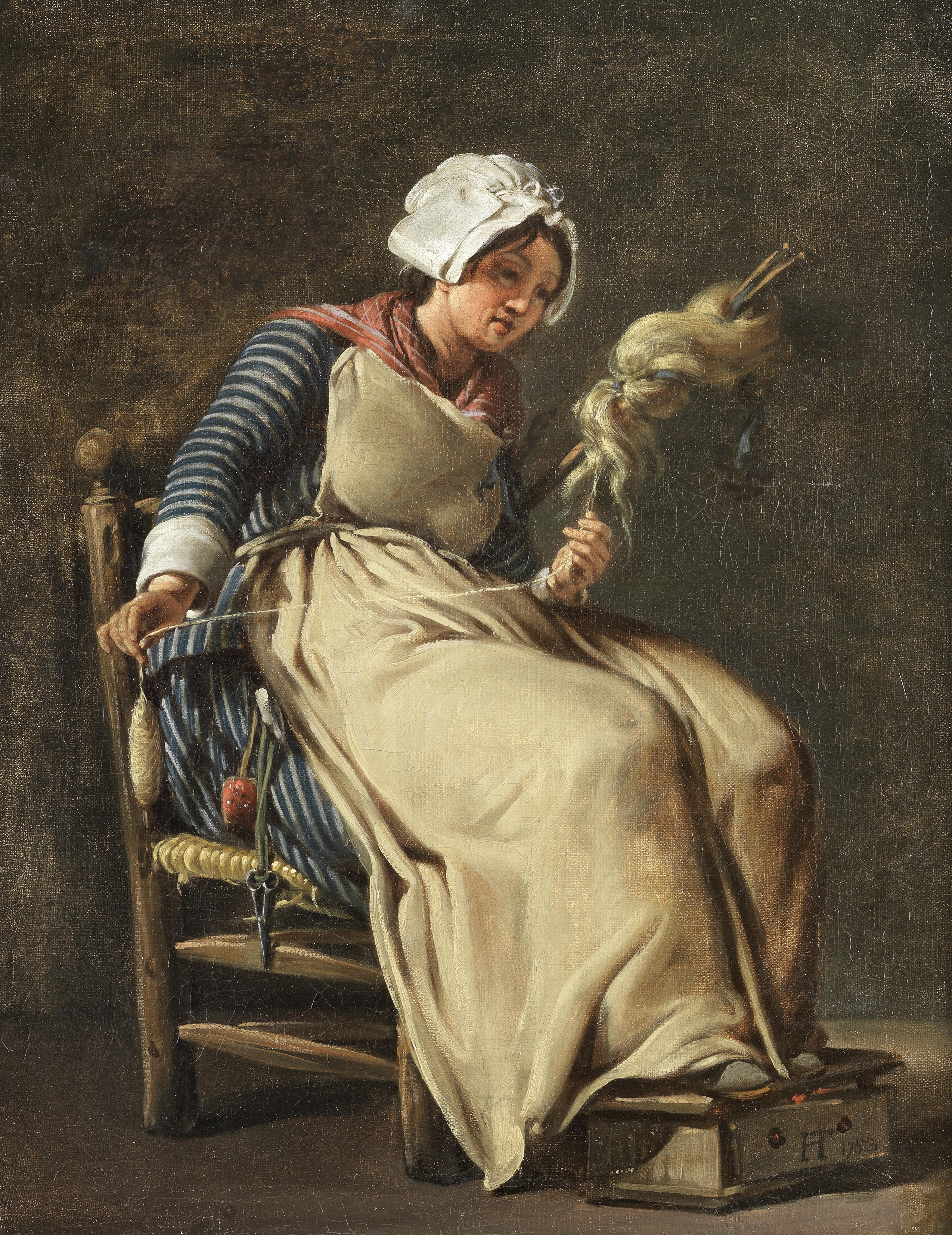
『メイド』(1783)
『鳥かごを持つ少女』